# Demetrios Palaiologos (Sohn Andronikos’ II.)
Demetrios Angelos Dukas Palaiologos (mittelgriechisch Δημήτριος Ἄγγελος Δούκας Παλαιολόγος; * wohl 1295 in Konstantinopel; † nach 1343) war ein byzantinischer Prinz, Statthalter und Buchmaler.

## Leben
Demetrios war der fünfte und jüngste Sohn des Kaisers Andronikos II. Palaiologos, der dritte von seiner zweiten Ehefrau Irene Komnene Dukaina (Yolande von Montferrat). Seine älteren Halbbrüder waren Michael IX. und Konstantin, außerdem hatte er zwei Brüder (Johannes, Theodoros); seine Schwester Simonis war die fünfte Ehefrau des serbischen Königs Stefan Milutin.
Um 1304 wurde der junge Demetrios zu seiner Schwester an den Hof des Serbenkönigs nach Skopje geschickt, um ihn dort als möglichen Thronfolger zu positionieren; er kehrte jedoch schon bald nach Konstantinopel zurück. 1306 erhob ihn Andronikos II. in den Rang eines Despoten.
Im byzantinischen Bürgerkrieg von 1321 bis 1328 unterstützte Demetrios seinen Vater gegen seinen Neffen Andronikos III., der sich in Thrakien zum Gegenkaiser aufgeschwungen hatte. In der Endphase des Konflikts, spätestens ab 1327, amtierte er als Gouverneur von Thessaloniki. Als Andronikos III. 1328 die Stadt einnahm, gelang Demetrios die Flucht nach Serbien, während seine Frau und Kinder in Gefangenschaft gerieten. Nachdem Andronikos III. sich am 24. Mai 1328 als Alleinherrscher durchgesetzt hatte, ging Demetrios zurück nach Konstantinopel. Eine gegen ihn erhobene Anklage wegen Hochverrats ließ Andronikos III. um 1336/1337 fallen.
Demetrios war theologisch hoch gebildet und zudem ein fähiger Maler von Miniaturen. Zu der von ihm illuminierten Menologienhandschrift verfasste er ein Widmungsgedicht. Mit den Schriftstellern Michael Gabras und Georgios Oinaiotes stand er in Korrespondenz.
Nach 1343 verschwindet Demetrios Palaiologos aus der geschichtlichen Überlieferung. Seine Tochter Irene Palaiologina war seit 1341 mit dem späteren Mitkaiser Matthaios Asanes Kantakuzenos verheiratet.